# Іспайсай
Іспайсай (узб. Ispaysoy) — гірська річка (сай) у Бостанлицькому районі Ташкентської області, Узбекистану — ліва притока річки Пскем.
Середня витрата води - 2,4 м ³ / с. Висота гирла - 987 м над рівнем моря.
Висота витоку – 2500 м над рівнем моря.
Площа водозбірного басейну – 73 км².

## Опис
Іспайсай стікає з північно-західних схилів Пскемського хребта, тече переважно в північно-західному напрямку. У верхів'ях річки є снігові поля, які не тануть круглий рік. Біля гирла Іспайсая розташоване селище Іспай, до якого відводиться частина води річки.
Долина вузька та глибока. У верхній і середній течії стіни долини скелясті, у нижній є надзаплавні тераси. Русло водотоку проходить по дну долини, ширина русла 3-4 метри, берегами є схили долини. Витрата води типова для гірської річки, найбільше підняття води спостерігається в березні-квітні, взимку витрата води мінімальна. Верхів'я Іспайсая охоплюють велику площу. Ліві витоки стікають з урочища Сурхат, праві — з-під гори Пійозак. Перевали Іспай, Падар, Абдар та інші ведуть в ущелини інших приток річок Пскем і Коксу.
Внаслідок високої вологості, долина і навколишні схили покриті заростями ялівцю, беріз, гірських яблук і волоського горіха.

## Освоєння людиною

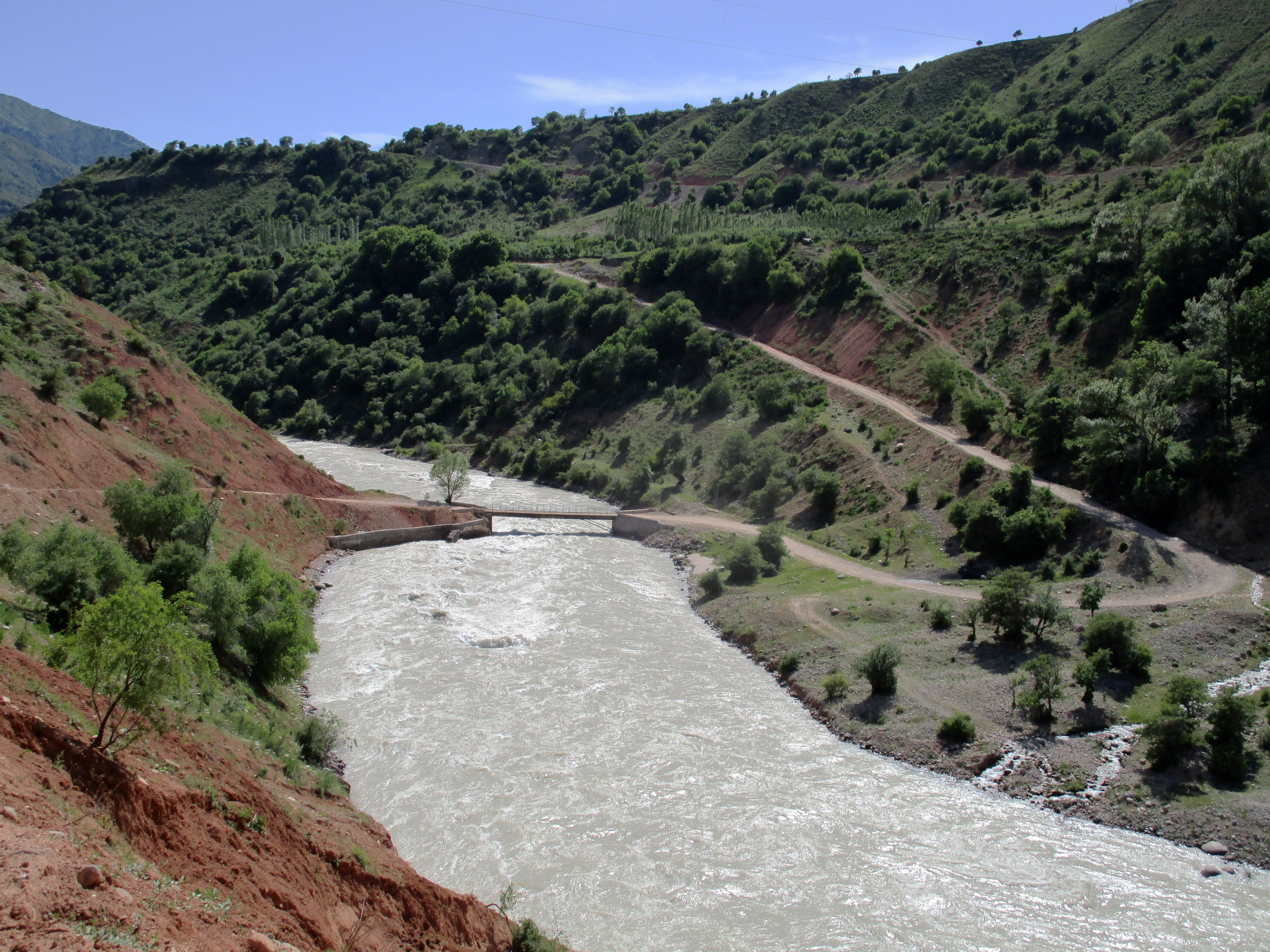
Міст через річку Пскем біля селища Іспай.

Крім вже згаданого вище селища Іспай, долина Іспайсая використовується для випасу худоби та розміщення пасік. Ущелина Іспайсая розташована на лівобережжі Пскема, біля селища Іспай, від автодороги 4К795, через річку Пскем перекинуто автомобільний міст.
Восени 2017 року, в околицях Іспайсая розпочато будівництво ГЕС на річці Пскем, яка буде входити в Чирчик-Бозсуйський каскад ГЕС.

### Туризм
Іспайсай розташований у прикордонній зоні, що накладає обмеження на його відвідування. Внаслідок розгалуженості долини Іспайсая, через нього проходить низка туристичних маршрутів. Маршрути, які зачіпають ущелини інших річок (Каптаркумуш — притока Пскема, Минджилкі і Айрик — притоки Кокса) вимагають на подолання 3-5 днів, а також відповідного рівня підготовки туристів.
На скельних ділянках ущелини Іспайсая проводилися виїзди та розміщення альпіністських таборів.